# 藻類学
藻類学（そうるいがく、英語：phycology）とは植物学の一分野で、藻類について科学的に研究する学問である。海藻は海中での一次生産者として重要である。多くの藻類は水中に住み、光合成を行う真核生物で、根・茎・葉の区別がない点で高等植物と区別される。多くの種は単細胞の微生物（植物プランクトンや微細藻類）であり、他の多くは多細胞で、一部はケルプ（大型褐藻の総称）などのように巨大になる。
また、藻類学はシアノバクテリアなどの真正細菌も扱う。一部の微細藻類は地衣類と共生した形でも見られる。
藻類学者は、上述のような方法で藻類を研究する研究者である。類似の意味の菌学者とは、真菌を専門的に研究する研究者のことである。

## 藻類学の歴史
海藻について、古代ギリシャ時代やローマ時代から知られており、古代中国では食用の藻類が栽培されていた。科学的な研究は、カール・フォン・リンネによって生物の2名法による命名と分類が始められると、菌類などとともに隠花植物に分類された藻類の最初の命名はリンネの弟子のペール・オスベックが1757年にコンブの一種をFucus maximus (現在は Ecklonia maximaのシノニム)と命名した。イギリスのドーソン・ターナーやスウェーデンのカール・アドルフ・アガードらによって、種の記載は行われたが、藻類の分類が始まるのは、19世紀後半の、フランスのラムルー（Jean Vincent Félix Lamouroux）やイギリスのウィリアム・ヘンリー・ハーヴィーによってである。ハーヴィーによって海藻の色を基準に4つの類に分類した 。
藻類の記載はドイツのフリードリヒ・トラウゴット・キュッツインクらによって続けられ、日本では岡村金太郎が日本沿海の海藻の詳細な記載を行い、その分布を研究した。イギリスではロバート・ケイ・グレヴィルが1830年代に"Algae Britannicae" を出版したが、1902年のバッテルス（Edward Arthur Lionel Batters）の"A Catalogue of the British Marine Algae"まで類書は現れなかった。
1803年にはスイスのジャン＝ピエール・ヴォーシェが藻類の形態学や有性生殖について発表していたが藻類の生殖について研究が進んだのは20世紀に入ってからでイギリスではフェリックス・ユージン・フリッシュによって研究の総括が行われた。イギリスの研究者としてはメアリー・パークや、リリー・ニュートンらが知られている。